# Jatisari (Kebumen)
Jatisari is een bestuurslaag in het regentschap Kebumen van de provincie Midden-Java, Indonesië. Jatisari telt 5517 inwoners (volkstelling 2010).